# سیارک ۳۰۳۰۵
سیارک ۳۰۳۰۵ (به انگلیسی: 30305 Severi، نامگذاری:2000JA) سی هزار و سیصد و پنجمین سیارک کشف شده‌است که در ۱ مه ۲۰۰۰ کشف شد.